# ネバダ (モニター)
|          |                                           |
| 艦歴     |                                           |
| 発注     |                                           |
| 起工     | 1899年4月17日                             |
| 進水     | 1900年11月24日                            |
| 就役     | 1903年3月5日                              |
| 退役     | 1920年7月1日                              |
| その後   | 1922年1月26日にスクラップとして売却       |
| 除籍     |                                           |
| 性能諸元 |                                           |
| 排水量   | 3,225トン                                 |
| 全長     | 255 ft 1 in (77.76 m)                     |
| 全幅     | 50 ft (15.24 m)                           |
| 吃水     | 13 ft 3 in                                |
| 機関     |                                           |
| 最大速   | ノット                                    |
| 乗員     | 士官、兵員220名                           |
| 兵装     | 12インチ砲2門、4インチ砲4門、6ポンド砲2門 |

ネバダ (USS Nevada, M/BM-8) は、アメリカ海軍のモニター艦。アーカンソー級モニターの1隻。艦名はネバダ州に因む。

## 艦歴
当初はコネチカットの艦名で、1899年4月17日にメイン州バスのバス鉄工所で起工した。1900年11月24日にグレース・ブーテレによって進水し、1901年1月にネバダと改名、1903年3月5日に艦長T・B・ハワード中佐の指揮下就役した。
1909年3月2日、ネバダは戦艦36号にその名を譲るため、トノパー (USS Tonopah) と改名された。トノパーは大西洋艦隊潜水艦部隊に母艦として配属され、1918年1月まで東海岸、マサチューセッツ州からフロリダ州キーウェストまでの範囲で活動した。その後短期間バミューダに配属され、2月にサンミゲル島のポンタ・デルガダでの活動を命じられた。2月から12月までトノパーはアゾレス諸島海域において潜水艦 K-1 (USS K-1, SS-32)、K-2 (USS K-2, SS-33)、K-3 (USS K-3, SS-34)、K-5 (USS K-5, SS-36)、E-1 (USS E-1, SS-24)および駆潜艇と共に作戦活動に従事した。 12月にリスボンへ曳航され、帰国後1920年7月1日にフィラデルフィアで退役した。トノパーは1922年1月26日に他の艦艇と共にフィラデルフィアのJ・G・ヒトナー社に売却された。